# Reinhart Bachofen von Echt

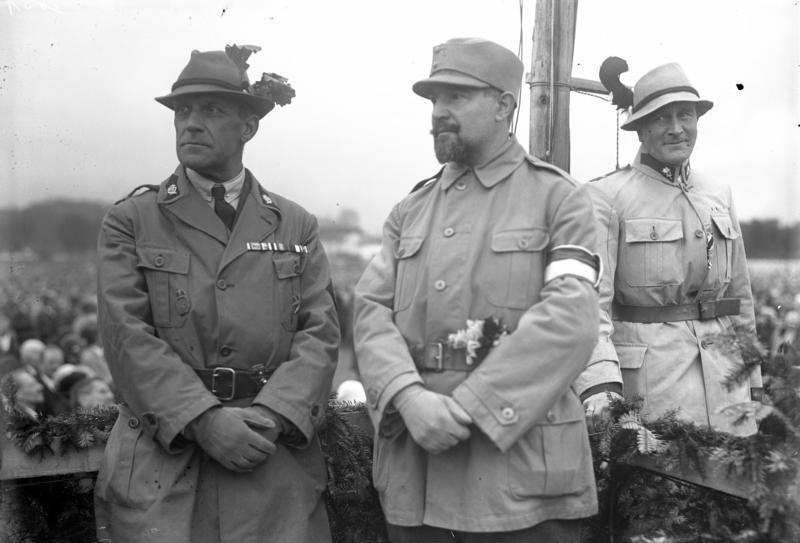
Der stellvertretende steirische Führer Reinhart Bachofen-Echt (links) mit dem österreichischen Bundesführer der Heimwehr Richard Steidle (Mitte) und dem steirischen Kreisführer Hans Pranckh (rechts hinten), Foto auf der Heimwehr-Tribüne bei der Heimwehrversammlung auf der Neuklosterwiese beim Aufmarsch der Heimwehr und des Schutzbundes in Wiener Neustadt am 7. Oktober 1928

Reinhart Freiherr Bachofen von Echt (* 7. Oktober 1877 in Nußdorf bei Wien; † 14. Oktober 1947 in Graz) war ein österreichischer Schlossbesitzer und Heimwehrführer sowie Verfasser mehrerer Werke zur steirischen Jagdgeschichte.

## Leben
Reinhart Freiherr Bachofen von Echt (nach 1919: Bachofen-Echt) entstammte einem ursprünglich nahe Maastricht in den Niederlanden beheimateten und über das Rheinland in die Donaumonarchie eingewanderten Adelsgeschlecht,. Seine Familie lebte in Wien, wo sie beispielsweise die sehr lukrative Nußdorfer Bierbrauerei betrieb, besaß aber auch Liegenschaften in der Steiermark, wie zum Beispiel das 1902 erworbene Schloss Murstätten im Gebiet der heutigen Gemeinde Lebring-Sankt Margarethen.
Bachofen-Echt hatte in Deutschland studiert und während des Ersten Weltkriegs an der Ostfront, unter anderem in Galizien, Militärdienst geleistet. Nach dem Krieg setzte sich Bachofen-Echt in besonderem Maße für die Heimwehrbewegung in der Steiermark ein. Bereits im Sommer 1921 war es unter Mitwirkung der Christlichsozialen Partei erstmals zu einem landesweiten Zusammenschluss der verschiedenen steirischen Heimwehrgruppen gekommen, doch schon im April 1922 hatte sich der von Walter Pfrimer gegründete Selbstschutzverband Steiermark wieder abgespaltet. Unter Mitwirkung von Politikern der Christlichsozialen Partei und des Landbundes erfolgte daraufhin die Gründung der so genannten Steirischen Heimwehr, deren Führer in relativ rascher Folge wechselten. Bachofen-Echt wurde der dritte Führer dieser Organisation, die nicht zuletzt aufgrund einer allmählich einsetzenden Besserung der wirtschaftlichen Lage in der Öffentlichkeit kaum eine Rolle zu spielen vermochte.
Nach den Ereignissen rund um den Wiener Justizpalastbrand nahm das Interesse der in Gegnerschaft zur Sozialdemokratie stehenden Gesellschaftsgruppen an der Heimwehrbewegung österreichweit jedoch rasch zu. In der Steiermark hatte Walter Pfrimer mit den ihm unterstehenden Heimwehreinheiten den im Zusammenhang mit dem Justizpalastbrand stehenden sozialdemokratischen Verkehrsstreik gewaltsam unterbunden und sich so in der Öffentlichkeit als „Retter“ vor der vermeintlich „marxistischen Gefahr“ präsentiert. Das brachte der Heimwehrbewegung auch hier starken Zulauf ein und führte im November 1927 zu ihrer Neuorganisation. Pfrimer wurde Landesleiter des Steirischen Heimatschutzes, wie die Heimwehr in der Steiermark allgemein bezeichnet wurde, und Bachofen-Echt sein Stellvertreter. Im Zuge des nach dem Pfrimer-Putsch ausbrechenden Richtungsstreites im Steirischen Heimatschutz stellte sich Bachofen-Echt an die Seite Konstantin Kammerhofers, der seit Mai 1932 neuer Landesleiter der Organisation war. In der neuen Führungsriege des Steirischen Heimatschutzes übte Bachofen-Echt die Funktion des Landesschatzmeisters aus. Kammerhofers Kurs der immer stärkeren Annäherung des Steirischen Heimatschutzes an die aufstrebenden Nationalsozialisten, welche der österreichischen Eigenstaatlichkeit ablehnend gegenüberstanden und die Bundesregierung mit zunehmend gewalttätiger werdenden Mitteln bekämpften, mochte Bachofen-Echt allerdings nicht mittragen, weshalb er sich letztlich dem „regierungstreuen“ Flügel der Heimwehrbewegung um Ernst Rüdiger Starhemberg zuwandte. Er spielte hier allerdings keine bedeutsame Rolle mehr.
Bachofen-Echt unterhielt zeitlebens gute Kontakte zum deutschen Zweig der Familie, der im 17. Jahrhundert das Wasserschloss im thüringischen Dobitschen hatte bauen lassen. 1904 hatte er in den Vereinigten Staaten Alice Pfizer (1877–1959), eine Tochter von Charles Pfizer (1824–1906), dem Mitbegründer des Pharmakonzerns Pfizer Inc., geheiratet. Bachofen-Echt war auch ein passionierter Jäger und betätigte sich eifrig als Herausgeber und Verfasser historischer Werke, insbesondere zur Geschichte der Jagd in der Steiermark. So verfasste er eine mehrbändige Jagdgeschichte Steiermarks und veröffentlichte 1940 eine gekürzte Version der Lebenserinnerungen des österreichischen Diplomaten und Orientalisten Joseph von Hammer-Purgstall (1774–1856).

## Werke
- Aus meinen Bergen, Jagdskizzen. Frick, Wien, Leipzig 1921.
- Rüdan und sein Herr. Frick, Wien, Leipzig 1923.
- Materialien zur Geschichte des Steirischen Jagdrechtes und der Jagdverfassung. Leycam, Graz 1927
- Jagdgeschichte Steiermarks - Geschichte der steirischen Jagdgebiete. Leycam, Graz 1928
- Jagdgeschichte Steiermarks - Jagdstatistik u. Geschichte d. steirischen Wildes. Leycam, Graz 1930
- Kleine Jagdfibel. Engelhard-Reyher, Gotha 1943